# 4.º Regimiento Antiaéreo (motorizado mixto)
El 4.º Regimiento Antiaéreo (motorizado mixto) (Flak-Regiment. 4 (gem. mot.)) fue una unidad de la Luftwaffe de la Segunda Guerra Mundial.

## Historia
Fue formado el 1 de octubre de 1936 en Dortmund como II./4.º Regimiento Antiaéreo (motorizado ligero) con 6. - 8. Baterías. Fue disuelto el 15 de noviembre de 1938. Reformado el 15 de noviembre de 1938 en Münster como I./34.º Regimiento Antiaéreo, ahora como II./4.º Regimiento Antiaéreo (motorizado mixto) con 6. - 10. Baterías.

## Servicios
- octubre de 1936 - febrero de 1938: bajo el Höh.Kdr.d.Flakart. por el IV Distrito Aéreo.
- febrero de 1938 - julio de 1938: bajo el VI Comando Administrativo Aéreo.
- julio de 1938 - agosto de 1939: bajo el 4.º Comando de Defensa Aérea.
- Sirvió en el Westwall.
- mayo de 1940: en Francia, apoyando al VI Cuerpo de Ejército.
- junio de 1941: sirvió bajo el 9.º Ejército Koluft (Koluft Kommandeur der Luftstreitkräfte) (125.º Regimiento Antiaéreo) en el Grupo de Ejércitos Centro.
- 1942 - 1943: en Rshew y Newel bajo el 125.º Regimiento Antiaéreo.
- 1 de noviembre de 1943: bajo la 10.ª Brigada Antiaérea (10.º Regimiento Antiaéreo).
- 1 de enero de 1944: bajo la 18.ª División Antiaérea (35.º Regimiento Antiaéreo).
- 1 de febrero de 1944: bajo la 18.ª División Antiaérea (6.º Regimiento Antiaéreo).
- 1 de marzo de 1944: bajo la 18.ª División Antiaérea (35.º Regimiento Antiaéreo).
- 1 de abril de 1944: bajo la 18.ª División Antiaérea (35.º Regimiento Antiaéreo).
- 1 de mayo de 1944: bajo la 12.ª División Antiaérea (134.º Regimiento Antiaéreo).
- 1 de junio de 1944: bajo la 23.ª División Antiaérea (31.º Regimiento Antiaéreo).
- 1 de julio de 1944: bajo la 23.ª División Antiaérea (31.º Regimiento Antiaéreo).
- 1 de agosto de 1944: bajo la 23.ª División Antiaérea (31.º Regimiento Antiaéreo).
- 1 de septiembre de 1944: bajo la 18.ª División Antiaérea (6.º Regimiento Antiaéreo).
- 1 de octubre de 1944: bajo la 18.ª División Antiaérea (6.º Regimiento Antiaéreo).
- 1 de noviembre de 1944: bajo la 18.ª División Antiaérea (116.º Regimiento Antiaéreo).
- 1 de diciembre de 1944: bajo la 18.ª División Antiaérea (116.º Regimiento Antiaéreo).
- Diciembre de 1944: en Curlandia, actúa con un tren blindado bajo el VI Cuerpo de Ejército.
- 1945: en Danzig.